# Droga wojewódzka 933
Droga wojewódzka 933 (DW933) je silnice, nacházející se v Slezském a Malopolském vojvodství v okresech Ratiboř, Wodzisław, Jastrzębie-Zdrój, Pszczyna, Osvětim a Chrzanów v jižním Polsku. Její délka je 98 km a spojuje město Rzuchów s městem Chrzanów.
Začíná v městě Rzuchów ve Slezském vojvodství jižně od DW935, u vesnice Mszana protíná dálnici A1, v Pszczyně pokračuje krátkým úsekem společně s rychlostní silnicí S1, v Osvětimi míjí koncentrační tábor Auschwizt a pokračuje krátkým úsekem společně se silnicí DK44, končí západně města Chrzanów, kde se napojuje na státní silnici 79. Mezi Pszczynou a Jawiszowicemi překonává řeku Vislu.

## Sídla ležící na trase silnice
Silnice DW933 vede nebo míjí tato sídla (v závorce uvedeny navazující komunikace):
- Rzuchów (DW935)
- Pszów
- Wodzisław Śląski (DK78, DW932, DW936)
- Mszana (A1, DW930)
- Jastrzębie-Zdrój (DW937)
- Pawłowice (DK81, DW938)
- Pszczyna (DK1, DW931, DW935, DW939)
- Jawiszowice (DW949)
- Brzeszcze
- Osvětim (DK44, DW948)
- Libiąż (DW780)
- Chrzanów (A4, DK79, DW781)

## Galerie

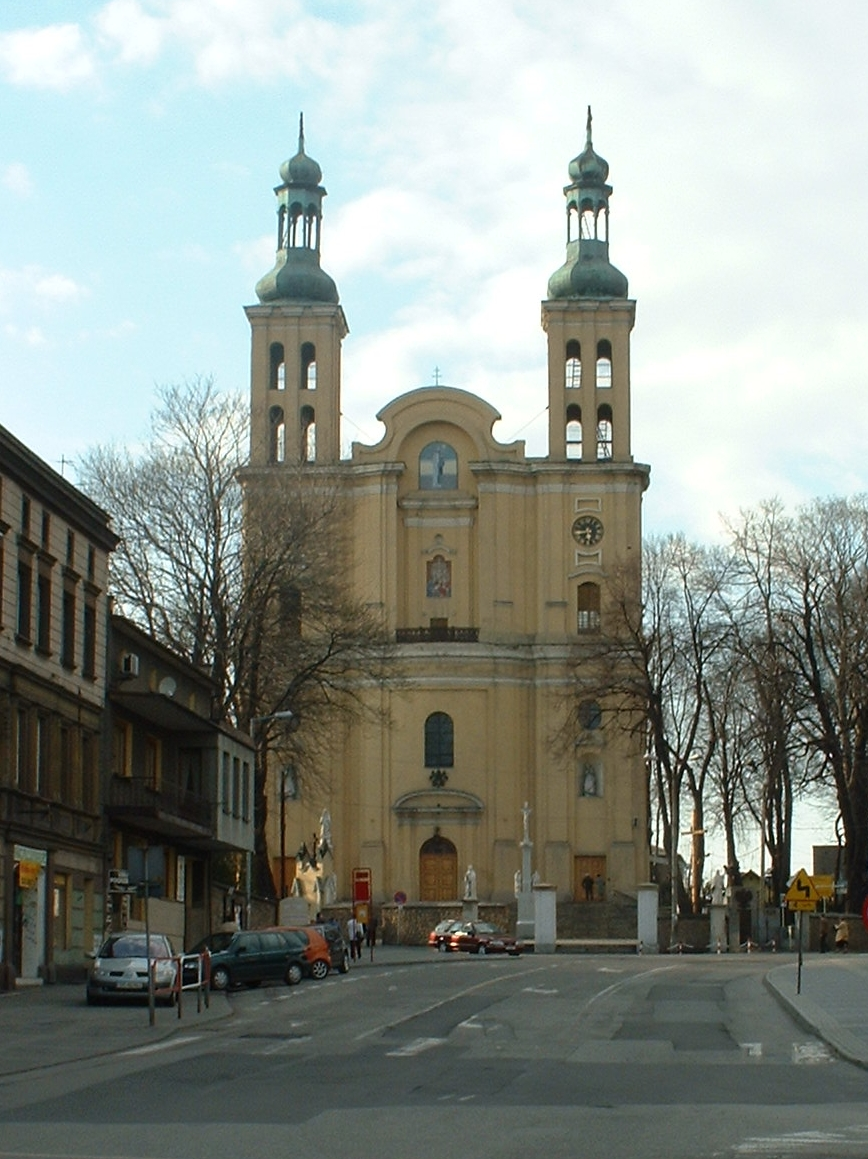
Bazilika v Pszowě u DW933
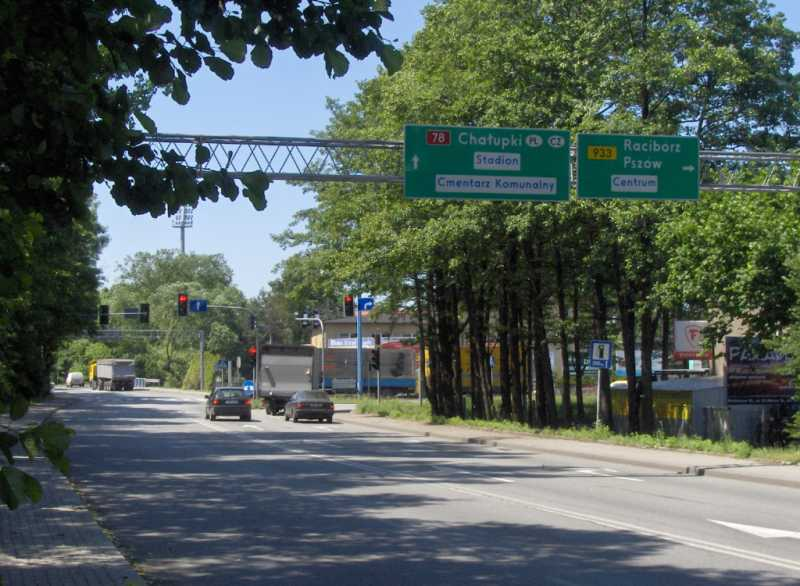
Křižovatka ulic DW933 a DK98 v Wodzisławiu Śląskim
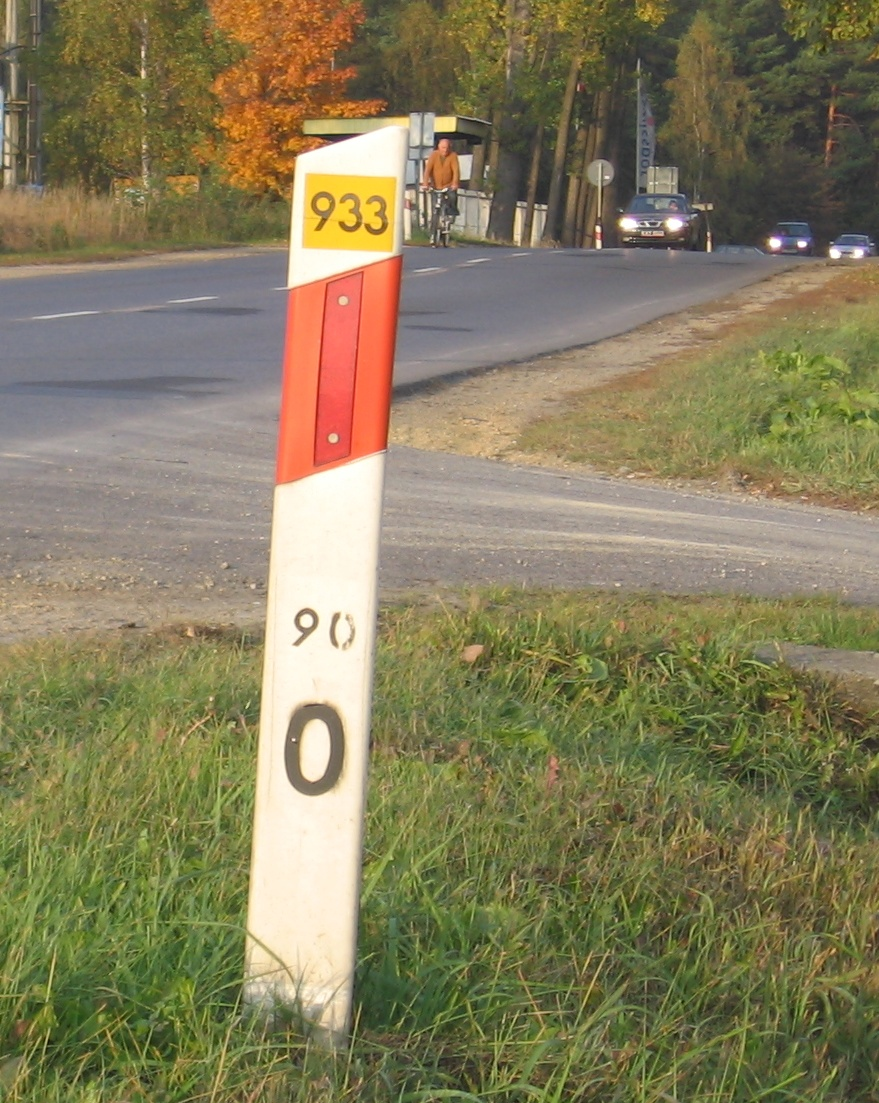
Kilometr 90.0 DW933 u Chrzanowa